# Americas Rugby Championship 2016
L'Americas Rugby Championship 2016 fu la prima edizione, con la nuova formula, dell'Americas Rugby Championship competizione internazionale panamericana di rugby a 15 organizzata da Rugby Americas North e Sudamérica Rugby, le confederazioni rispettivamente nord- e sudamericana di rugby.
La vittoria è andata alla selezione dell'Argentina A. Nel torneo da segnalare le prime vittorie del Brasile e dell'Uruguay nei confronti della più quotata selezione degli Stati Uniti.

## Squadre partecipanti
- Argentina A
- Brasile
- Canada
- Cile
- Stati Uniti
- Uruguay

## Formula
La formula del torneo è simile a quella del Sei Nazioni europeo: ogni nazionale affronta tutte le altre una volta sola, in un girone all'italiana: di norma, le sedi sono invertite a ogni edizione, quindi una squadra ospita durante un'edizione le avversarie che in quella successiva - o precedente - affronterà o ha affrontato fuori casa, e viceversa.
Sono previsti 4 punti per la vittoria, 2 per il pareggio e 0 per la sconfitta, più due eventuali bonus da 1 punto ciascuno in palio per ogni incontro: uno è destinato alla squadra che nel corso di una partita segni almeno 4 mete, l'altro per la squadra che perda con 7 punti o meno di scarto. Il bonus per le mete viene assegnato solo una volta al raggiungimento della quarta meta.
La classifica è data dalla somma dei punti acquisiti al termine di ogni incontro, e vincitore di un'edizione del torneo è quella squadra che al termine di tutti gli incontri abbia totalizzato il più alto punteggio.

## Risultati

### 1ª giornata
| Arbitro: | Juan Sylvestre |

|                                                  |    |                                  |
| Moor 27’, 71’ Mackenzie 7’ Blevins 19’ Clark 64’ | mt | 33’ tecnica 68’ Nieto 76’ Leivas |
| McRorie 20’, 28’, 65’, 72’                       | tr | 34’ Silva                        |

| Arbitro: | Chris Assmus |

|                                          |      |                                                |
| Ngwenya 11’ Clever 50’ Dolan 65’ Fry 74’ | mt   | 16’, 77’ Carrió 24’ Báez 35’ Paz 64’ Bertranou |
| Bird 12’, 66’, 75’                       | tr   | 17’, 25’, 36’, 65’ Miotti 78’ Novillo          |
| Bird 2’, 5’, 32’                         | c.p. |                                                |

| Arbitro: | Joaquín Montes |

|                                            |      |                                           |
| Zunino 23’ F. de la Fuente 39’ Larenas 54’ | mt   | 7’ D. Sancery 45’ F. Sancery 68’ Tranquez |
| Nordenflycht 24’, 40’                      | tr   | 8’, 69’ Harvey                            |
| Nordenflycht 4’, 17’                       | c.p. | 58’ Harvey                                |

### 2ª giornata
| Arbitro: | Damián Schneider |

|                                 |      |                                                    |
| Lemes Vieira 10’ D. Sancery 57’ | mt   | 32’ tecnica 35’, 74’ Lamanna 61’ Arata 65’ Kessler |
| Harvey 11’ D. Sancery 58’       | tr   | 33’ Silva                                          |
| Harvey 2’, 8’, 19’, 54’, 69’    | c.p. | 5’, 49’ Silva                                      |

| Arbitro: | Kurt Weaver |

|                                                                    |      |                                      |
| S. Tuculet 2’, 24’ Paz 16’, 58’, 71’, 77’ Portillo 63’ Etchart 65’ | mt   |                                      |
| Mercerat 3’, 16’, 59’, 64’, 72’, 78’                               | tr   |                                      |
|                                                                    | c.p. | 10’, 19’, 40’, 44’, 68’ Nordenflycht |

| Arbitro: | Juan Sylvestre |

|                                 |      |                                |
| London 26’ Clever 57’, 61’, 65’ | mt   | 69’ Maguire                    |
| Bird 27’ Kruger 66’             | tr   | 70’ Ferguson                   |
| Bird 20’ Kruger 76’             | c.p. | 9’, 13’, 22’, 30’, 45’ McRorie |

### 3ª giornata
| Arbitro: | Damián Schneider |

| |    |  |
| Baumann 11’ Eloff 17’ Edwards 22’ Taufete'e 35’ Thomas 52’ Anderson 56’ Te'o 64’, 67’ London 66’ Hume 73’ | mt |  |
| Eloff 23’, 36’, 53’, 56’, 67’, 74’, 77’                                                                   | tr |  |

| Arbitro: | Kurt Weaver |

|                             |      |                                       |
| J. Ormaechea 12’ Favaro 37’ | mt   | 6’ Bollini 42’ Cuaranta 70’ Cappiello |
| M. Secco 38’                | tr   | 7’, 43’ Novillo 72’ Mercerat          |
| M. Secco 9’, 27’, 46’       | c.p. | 77’ Mercerat                          |

| Arbitro: | Joaquín Montes |

|                                                                    |      |                                      |
| Rumball 4’, 40’ Panga 12’, 65’ Barkwill 30’ Ciulini 76’ Hamson 80’ | mt   | 26’ Cremer 47’ D. Sancery 71’ da Ros |
| Ferguson 4’, 13’, 31’, 40’, 66’ Staller 77’, 80’                   | tr   | 27’, 72’ M. Duque                    |
| Ferguson 24’                                                       | c.p. | 9’, 21’ M. Duque                     |

### 4ª giornata
| Arbitro: | Damián Schneider |

|                                      |      |                        |
| Nordenflycht 40’                     | mt   | 17’ Favaro 66’ Silva   |
|                                      | tr   | 18’, 67’ M. Secco      |
| Nordenflycht 20’, 27’, 37’, 52’, 71’ | c.p. | 39’, 49’, 55’ M. Secco |

| Arbitro: | Chris Assmus |

|                             |      |                                       |
| D. Sancery 13’ L. Duque 21’ | mt   | 37’ Taufete'e 46’ Schirmer 64’ Kruger |
| M. Duque 14’                | tr   | 65’ Kruger                            |
| M. Duque 4’, 7’, 50’, 80+3’ | c.p. | 30’ Bird 72’ Kruger                   |

| Arbitro: | Joaquín Montes |

| |      |                            |
| Iglesias Valdez 2’ Estellés 9’, 78’ Leguizamón 28’, 76’ Cuaranta 40’ tecnica 53’ González Amorosino 58’ | mt   | 12’ Moor 32’, 38’ Ferguson |
| Mercerat 10’, 40’, 54’, 76’                                                                             | tr   | 13’, 33’, 39’ Ferguson     |
| Mercerat 20’, 43’                                                                                       | c.p. |                            |

### 5ª giornata
| Arbitro: | Juan Sylvestre |

|                                     |      |                                      |
| Kessler 49’ Magno 78’               | mt   | 14’ Schirmer 46’ London 72’ Mikesell |
| A. Ormaechea 50’, 79’               | tr   | 15’, 47’ Bird                        |
| A. Ormaechea 3’, 21’, 39’, 59’, 69’ | c.p. | 22’, 29’ Bird                        |

| Arbitro: | Kurt Weaver |

|                     |      |                                                                                             |
| Soto 40’            | mt   | 3’, 55’ Blevins 14’ Johnson 18’ McRorie 20’ Baillie 31’ Mackenzie 35’, 75’ Parfrey 51’ Moor |
| Nordenflycht 40’    | tr   | 4’, 15’, 21’, 32’, 36’, 52’, 56’ McRorie 76’ Ferguson                                       |
| Nordenflycht 1’, 9’ | c.p. | 12’ McRorie                                                                                 |

| Arbitro: | Chris Assmus |

|              |    |                                                           |
| L. Duque 79’ | mt | 10’, 37’, 74’ Estellés 14’ González 25’ Deheza 68’ Delguy |
| M. Duque 80’ | tr | 11’, 14’, 26’, 39’, 69’, 75’ Mercerat                     |

## Classifica
|  | Squadra     | G | V | N | P | P+  | P-  | diff. | B | PT |
|  | ----------- | - | - | - | - | --- | --- | ----- | - | -- |
|  | Argentina A | 5 | 4 | 1 | 0 | 207 | 99  | +108  | 4 | 22 |
|  | Stati Uniti | 5 | 2 | 1 | 2 | 177 | 110 | +67   | 5 | 15 |
|  | Canada      | 5 | 3 | 0 | 2 | 192 | 139 | +53   | 2 | 14 |
|  | Uruguay     | 5 | 3 | 0 | 2 | 123 | 131 | -8    | 2 | 14 |
|  | Brasile     | 5 | 1 | 0 | 4 | 107 | 175 | -68   | 2 | 6  |
|  | Cile        | 5 | 1 | 0 | 4 | 73  | 215 | -142  | 1 | 5  |